# De Wilde Zwanen (kunstwerk)
De Wilde Zwanen is een kunstwerk bij het museum en theater Singer in het Noord-Hollandse Laren. 
In 1911 liet het Amerikaanse echtpaar Anna en William Singer in Laren de villa De Wilde Zwanen bouwen door architect J.W. Hanrath. De naam is een verwijzing naar de trektochten van de Singers. Deze villa vormt als foyer nog steeds het hart van het Singer.
In 1958 kreeg Kees Schrikker, die directeur-docent was van de Gooise Academie, de opdracht van mevrouw Singer om een ontwerp voor een monument te maken. Hij schreef daarop in september 1958 een prijsvraag uit. De leerlingen van zijn beeldhouwklas konden een ontwerp indienen. De van de academie onafhankelijke commissie die de inzendingen beoordeelde bekroonde twee leerlingen, Mirjam (Anna Mirjam) Verhoeff (uit Den Dolder) en Piem (Ariadina Jeanette Ferdinanda) Koehler (toen 18 jaar uit Baarn), die in 1958 en 1959 onder leiding van Schrikker de wasmodellen maakten voor de drie zwanen op ware grootte. Ze werden gegoten (in aluminium) bij bronsgieterij Steylaert in Bussum. Anna Singer nam de kosten voor het gieten voor haar rekening. De zwanen zijn bevestigd aan een metalen vlaggenmast met een natuurstenen voet. Het werd in 1958 door de gemeente Laren geschonken aan Anna Singer-Burgh voor haar tachtigste verjaardag. De onthulling gebeurde door burgemeester Van der Ven.  Eind oktober 1959 werd het beeld door Anna Singer overgedragen aan de gemeente Laren. 
Het beeld werd bij de verbouwing in 2017 verplaatst van de Naarderweg naar de museumentree.